# Tingi Hills
Tingi Hills ist ein Gebirge und Primärwald im westafrikanischen Sierra Leone. Es liegt im Grenzgebiet der Provinzen Eastern und Northern und ist Teil des 118,85 Quadratkilometer großen Tingi-Hills-Waldreservats.
Die beiden dominierenden Gipfel erreichen eine Höhe von 1800 m und 1853 m. Zweiterer, der Tingi Hill oder auch Sankan Biriwa, ist die zweithöchste Erhebung des Landes.